# Триатлон на летних Олимпийских играх 2012 — квалификация
В соревнованиях по триатлону на летних Олимпийских играх 2012 смогут принять участие 110 спортсменов, которые будут соревноваться за мужской и женский комплекты наград. Восемь стран могут быть представлен тремя спортсменами в каждой категории, остальные не более двумя.

## Распределение квот
Квоты будут распределены согласно этой схеме:
| Способ отбора                                                                                     | Способ отбора                                                                                     | Квота | Мужчины                                  | Женщины                         |
| ------------------------------------------------------------------------------------------------- | ------------------------------------------------------------------------------------------------- | ----- | ---------------------------------------- | ------------------------------- |
| Победители континентальных отборочных соревнований                                                | Азия                                                                                              | 1     | Япония                                   | Япония                          |
| Победители континентальных отборочных соревнований                                                | Америка                                                                                           | 1     | Бразилия                                 | США                             |
| Победители континентальных отборочных соревнований                                                | Африка                                                                                            | 1     | ЮАР                                      | ЮАР                             |
| Победители континентальных отборочных соревнований                                                | Европа                                                                                            | 1     | Испания                                  | Швейцария                       |
| Победители континентальных отборочных соревнований                                                | Океания                                                                                           | 1     | Австралия                                | Австралия                       |
| Призёры мирового отборочного соревнования                                                         | Призёры мирового отборочного соревнования                                                         | 3     | Великобритания · Великобритания · Россия | Великобритания · Германия · США |
| Неквалифицированные спортсмены согласно Олимпийскому квалификационному списку на 31 мая 2012 года | Неквалифицированные спортсмены согласно Олимпийскому квалификационному списку на 31 мая 2012 года | 40    |                                          |                                 |
| Один представитель континента согласно Олимпийскому квалификационному списку на 31 мая 2012 года  | Азия                                                                                              | 1     |                                          |                                 |
| Один представитель континента согласно Олимпийскому квалификационному списку на 31 мая 2012 года  | Америка                                                                                           | 1     |                                          |                                 |
| Один представитель континента согласно Олимпийскому квалификационному списку на 31 мая 2012 года  | Африка                                                                                            | 1     |                                          |                                 |
| Один представитель континента согласно Олимпийскому квалификационному списку на 31 мая 2012 года  | Европа                                                                                            | 1     |                                          |                                 |
| Один представитель континента согласно Олимпийскому квалификационному списку на 31 мая 2012 года  | Океания                                                                                           | 1     |                                          |                                 |
| Приглашение трёхсторонней комиссии (МОК, АНОК, МСТ)                                               | Приглашение трёхсторонней комиссии (МОК, АНОК, МСТ)                                               | 2     |                                          |                                 |

В олимпийском квалификационном списке будут учитываться результаты на крупнейших соревнованиях с 1 июня 2010 года по 31 мая 2012 года. По нему смогут квалифицироваться 39 лучших, не прошедших отбор через специальные соревнования. Также, ещё пять мест будут отданы пяти континентам по этому списку.
Трёхсторонняя комиссия в составе Международного олимпийского комитета, Ассоциации национальных олимпийских комитетов и Международного союза триатлона выберет ещё по два спортсмена, не прошедших квалификацию.
Если страна уже набрала максимальную для неё квоту, 3 или 2 спортсмена, то её места будут использованы следующими странами.

## Квалифицированные страны
| Страна         | Мужчины | Женщины | Всего |
| -------------- | ------- | ------- | ----- |
| Австралия      | 1       | 1       | 2     |
| Бразилия       | 1       | 0       | 1     |
| Великобритания | 2       | 1       | 3     |
| Германия       | 0       | 1       | 1     |
| Испания        | 1       | 0       | 1     |
| Россия         | 1       | 0       | 1     |
| США            | 0       | 2       | 2     |
| Швейцария      | 0       | 1       | 1     |
| ЮАР            | 1       | 1       | 2     |
| Япония         | 1       | 1       | 2     |
| Всего: 10      | 7       | 7       | 14    |